# آماندا کرنل
آماندا کرنل (انگلیسی: Amanda Kernell؛ زادهٔ ۹ سپتامبر ۱۹۸۶) کارگردان فیلم و فیلم‌نامه‌نویس اهل سوئد است.

## فیلمشناسی
- خون سامی
- چارتر